# Fortune Hunters
Fortune Hunters (engelska: Precious Find) är en amerikansk direkt till video-film från 1996 i regi av Philippe Mora, med Rutger Hauer, Joan Chen, Harold Pruett och Brion James i rollerna. Filmen är en science fiction-nyinspelning av Sierra Madres skatt.

## Handling
Unge Ben (Harold Pruett) slår sig ihop med spelaren Armond (Rutger Hauer) och mekanikern Horton (Brion James). Arond har vunnit mineralrättigheterna till "Asteroid 13" i en pokermatch och männen ger sig ut för att leta efter mineralen Au79. Männen får sällskap av Camilla Jones (Joan Chen). Problemet är att där det finns Au79 så finns det fiender.

## Rollista
| Rutger Hauer  | – Armond Crille          |
| Joan Chen     | – Camilla Jones          |
| Harold Pruett | – Ben Rutherford         |
| Brion James   | – Sam Horton             |
| Morgan Hunter | – Salomon                |
| Don Stroud    | – Loo Seki               |
| Philippe Mora | – Kosnikov               |
| Aleks Shaklin | – Zeke / Scarface        |
| Tim De Zarn   | – Freddie the Albino Man |